# Lechlade-on-Thames
Lechlade-on-Thames är en stad och civil parish (med namnet Lechlade) i distriktet Cotswold i grevskapet Gloucestershire i England. Orten har 2 415 invånare (2001). Staden nämndes i Domedagsboken (Domesday Book) år 1086, och kallades då Lecelade.